# Efedrina
La efedrina es una amina simpaticomimética de origen vegetal. En sus orígenes, el principio activo era aislado del belcho o "uva de mar" Ephedra distachya, hierba conocida en extremo oriente como Ma huang y ampliamente utilizada en la medicina tradicional china. Este alcaloide también puede ser encontrado, aunque en menor concentración, en las plantas Sida cordifolia y Ephedra funerea. Para su uso médico, suele presentarse en forma de sulfato y clorhidrato de efedrina, tanto en comprimidos oral como en ampollas cutáneas.

## Farmacología
La efedrina, es un agonista adrenérgico (de acción mixta), muy activo sobre los receptores del sistema nervioso simpático, pero relativamente poco potente como estimulante del sistema nervioso central. Esto se debe a la limitada destreza de la molécula para atravesar la barrera hematoencefálica, en relación con otros compuestos similares como la anfetamina u otros alcaloides como los de la cocaína. Se utiliza en anestesia obstétrica en casos particulares de hipotensión materna y fetal, por reacciones a determinados anestésicos.

## Química
La molécula de la efedrina es una feniletilamina natural de origen vegetal y estructuralmente es un análogo sustituido de la anfetamina, por lo que originalmente fue el precursor químico para su síntesis.
Se trata de un compuesto que contiene dos carbonos quirales, por lo que presenta cuatro isómeros espaciales posibles. La efedrina presente como alcaloide en las especies vegetales es normalmente una mezcla racémica equimolar de los cuatro estereoisómeros. Sin embargo, cuando se utiliza en forma sintética en la medicina contemporánea, el término efedrina alude a los isómeros 1R,2S que ópticamente es levógiro(-) y al isómero 1S,2R que ópticamente es dextrógiro(+). Los otros dos isómeros espaciales de la molécula suelen recibir el nombre de pseudoefedrina, y también poseen los dos tipos de isomería óptica: hay una pseudoefedrina levógira(-) que es la conformación 1R,2R y otra pseudoefedrina dextrógira(+) con la configuración 1S,2S. La efedrina muestra mayor afinidad, respecto de la pseudoefedrina, hacia los receptores de adrenalina y noradrenalina a nivel del sistema nervioso central. Por lo que las dos posibles efedrinas tiene acción psicoestimulante, mientras que en las dos posibles pseudoefedrinas estos efectos son clínicamente poco significativos.

## Usos

### Acción terapéutica

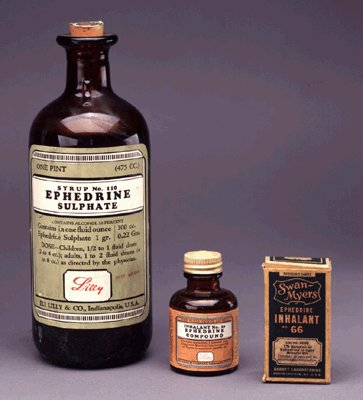
Antiguas presentaciones de extracto de efedra («jarabe de sulfato de efedrina»).

Es un broncodilatador adrenérgico, vasopresor. Estimula los receptores beta-2 adrenérgicos en los pulmones para relajar el músculo liso bronquial; alivia el broncoespasmo, aumenta la capacidad respiratoria, disminuye el volumen residual y reduce la resistencia de las vías aéreas.
Puede también inhibir la liberación de histamina inducida por antígenos. Como vasopresor actúa en los receptores beta-1 adrenérgicos en el corazón y aumenta la fuerza de contracción mediante un efecto inotrópico positivo en el miocardio. Esta acción aumenta el gasto cardíaco y eleva la presión arterial sistólica y, habitualmente, la diastólica.
Actúa sobre los receptores alfa adrenérgicos de los vasos sanguíneos de la mucosa nasal; produce vasoconstricción, lo que origina descongestión nasal.
Estimula la corteza cerebral y los centros subcorticales, y muestra sus efectos en la narcolepsia y estados depresivos, aunque estos usos están acotados por la excesiva activación simpaticomimética periférica que produce la efedrina, respecto de otros estimulantes más selectivos sobre el sistema nervioso central.

### Descripción
La efedrina es un polvo cristalino blanco parecido a la cocaína, pero de composición similar a las anfetaminas. Como proviene de una hierba, tiene fama de producto naturista. Además, se ha promovido como la sustancia natural perfecta para bajar de peso porque acelera el metabolismo, aumenta la energía física y quita el hambre.
Muchos atletas y fisicoculturistas toman efedrina. Una cápsula de 50 miligramos media hora antes de una competición brinda al deportista un aumento de energía. Por supuesto, está prohibida en el deporte. Actualmente se calcula que hay más de cuarenta millones de consumidores de efedrina que desean adelgazar, tonificar sus músculos o evitar el cansancio. La efedrina suele combinarse con cafeína y aspirinas para multiplicar sus efectos.
Hoy en día, la efedrina es una droga contenida en algunos medicamentos broncodilatadores y vasoconstrictores, pero su uso libre está prohibido en muchos países. Algunos de los narcotraficantes más peligrosos de la actualidad hicieron una fortuna legalmente vendiendo efedrina cuando aún era permitida. También aparece en medicamentos naturistas para gimnasios en cuyas etiquetas se anuncia con los siguientes nombres: Ma huang, chinese ephedra, extract, ephedra alkaloids, ephedra sinica, ephedra extract, ephedra herb powder, epitonin, ephedrine, squaw tea o mormon tea. La Corporación Rand realizó un estudio en febrero del 2003 que reveló que se registraron 16 000 casos con efectos secundarios por el consumo de efedrina como insomnio crónico, temblores, arritmia cardíaca, dolores de cabeza, vértigo, alta presión. En febrero del 2003 falleció el jugador de béisbol Steve Bechler de los Orioles de Baltimore por consumir efedrina.

### Uso medicinal
La efedrina se absorbe en forma rápida luego de su administración oral, intramuscular o subcutánea. Se metaboliza en el hígado y se elimina por vía renal. En su forma parenteral está indicada para contrarrestar los efectos hipotensores de la anestesia raquídea o de otros tipos de anestesia por conducción no tópica y la hipotensión aguda. Por vía oral, para rinitis vasomotora, sinusitis aguda, fiebre del heno, congestión sinusal. Como estimulante del SNC, en el tratamiento de la narcolepsia y estados depresivos. Finalmente, como coadyuvante en la terapéutica de la urticaria.
La dosis mínima activa en adultos ronda los 15 mg (oral). El rango usual de dosis terapéutica es de 25 a 50 mg. La misma puede repetirse a intervalos de tres a cuatro horas de ser necesario. La dosis diaria total no debería superar los 150 mg por día.

## Reacciones adversas
Reacciones adversas que requieren atención médica, de manifestarse: cianosis, dolor en el pecho, convulsiones, fiebre, taquicardia, cefaleas, psicosis, hipertensión, hiperglucemia, náuseas o vómitos, ansiedad, nerviosismo, dilatación de pupilas (midriasis) o visión borrosa no habituales, debilidad severa o temblores.
También existen contraindicaciones absolutas para personas con: infarto agudo del miocardio, angina de pecho, arritmia cardíaca, enfermedades cardíacas, cardiomiopatía, enfermedad arterial coronaria, falla cardíaca, hipertensión, hipertiroidismo, terapia con IMAO, infarto de miocardio, cirugías, taquicardia y tirotoxicosis.
Generalmente se evita tomar la medicación antes de acostarse, para disminuir la posibilidad de insomnio. Si se administra durante el alumbramiento puede producir aceleración de la frecuencia cardíaca fetal. La alcalinización de la orina producida por antiácidos, los citratos o el bicarbonato sódico disminuyen la excreción urinaria de efedrina, por lo que induce un aumento en sus niveles de concentración plasmática. Los estimulantes del SNC pueden originar estimulación aditiva.

### Abuso
Entre los efectos más buscados, se encuentran la verborrea, y la claridad mental, así como también la supresión de la sensación de cansancio. Los efectos reforzadores se prolongan por un lapso de una a dos horas, dependiendo del metabolismo del sujeto, y en algunos casos son seguidos por síntomas de agitación, sensación de nerviosismo, hostilidad y temblores, pudiendo dar lugar a cuadros de tipo panicoso (por lo general, leves). Estas reacciones, en caso de producirse, pueden persistir durante algunas horas, hasta que parte importante de la droga sea eliminada del sistema.

## Biosíntesis
Las efedrinas se producen por una condensación tipo aciloínica del benzoil-CoA y piruvato con catálisis de tiamina.